# Référendum lituanien de mai 1992
 (août 2025).
Le référendum lituanien de 1992 est un référendum ayant eu lieu le 23 mai 1992 en Lituanie. Il vise à mettre en place une présidence en Lituanie. Bien qu'approuvé par 73,0 % des votants[réf. nécessaire], le référendum a été rejeté car la participation de seulement 59,2 % des inscrits fait que seuls 41 % des inscrits ont approuvé la question, ce qui est moins que les 50 % nécessaires à la validation de la question posée.